# Pioneer (sous-marin confédéré)
Pour les articles homonymes, voir Pioneer.
Le Pioneer était un sous-marin confédéré et le premier des trois sous-marins militaires construits pour être utilisés par les États confédérés d'Amérique pendant la guerre de Sécession par Horace Lawson Hunley, James McClintock et Baxter Watson.

## Historique
Alors que l'United States Navy construisait son premier sous-marin, l'USS Alligator (1862), pendant la guerre de Sécession à la fin de 1861, les confédérés le faisaient également. Hunley, McClintock et Watson ont construit Pioneer à La Nouvelle-Orléans, en Louisiane. 
Il a été testé en février 1862 dans le fleuve Mississippi, et a ensuite été remorqué jusqu'au lac Pontchartrain pour des essais supplémentaires, mais l'avance de l'Union vers La Nouvelle-Orléans le mois suivant a incité les hommes à abandonner le développement et à saborder Pioneer dans le canal de New Basin le 25 avril 1862. L'équipe a suivi avec American Diver, construit après avoir déménagé à Mobile, en Alabama.
Le Pioneer sabordé a été relevé et examiné par les troupes de l'Union. The Times-Picayune de la Nouvelle-Orléans du 15 février 1868 a rapporté que Pioneer avait été vendu à la ferraille.

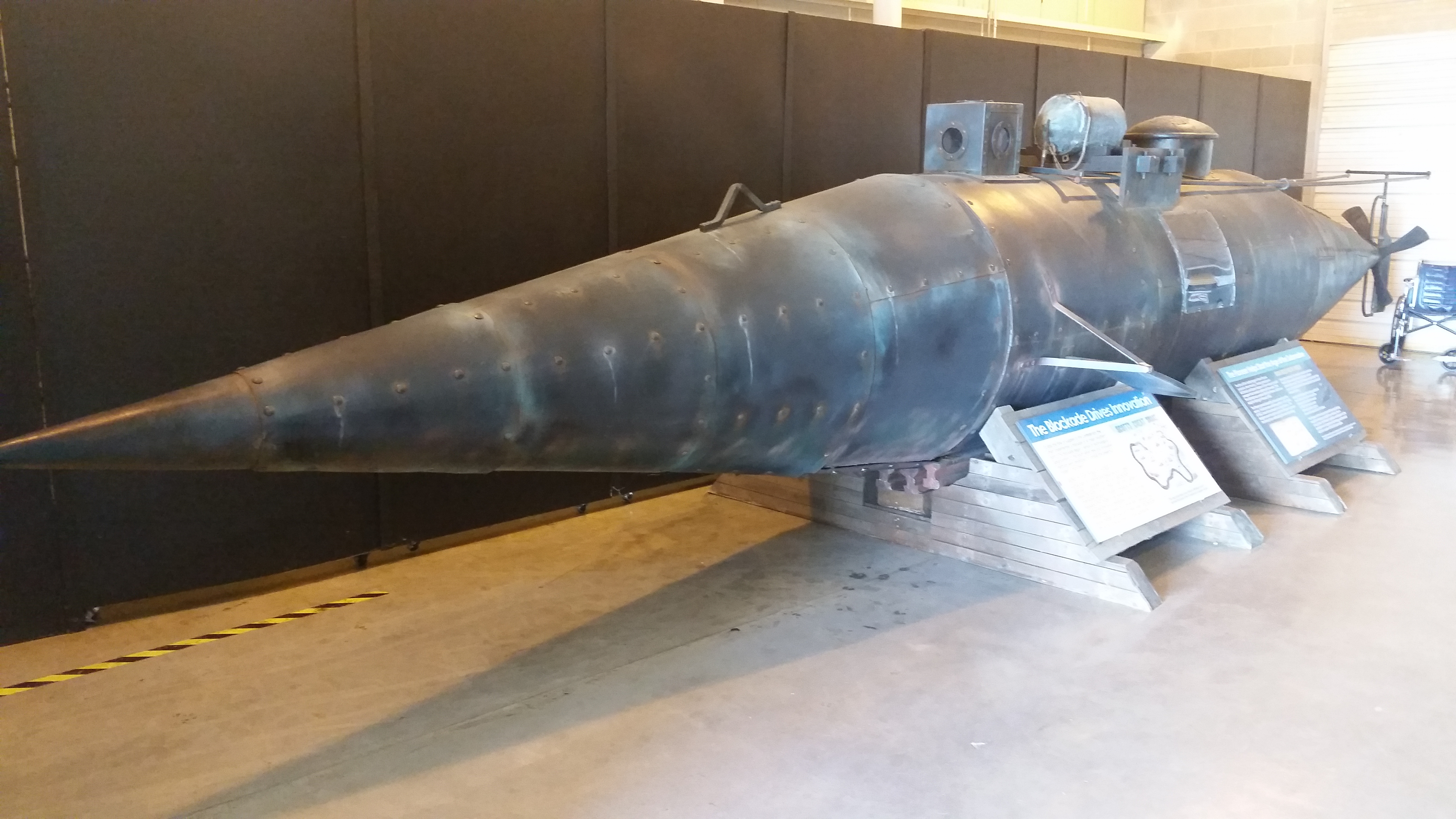
Réplique du Pioneer au muséede Madisonville

Le sous-marin Bayou St. John, qui fait maintenant partie de la collection du Louisiana State Museum (en), a été identifié à tort pendant des décennies comme Pioneer. Les sous-marins ont peut-être subi des essais à peu près au même moment et la confusion entre les deux peut remonter à des récits contemporains ; on ne sait pas lequel des deux a été construit en premier.
Un modèle grandeur nature de Pioneer peut être vu et exploré au Lake Pontchartrain Basin Maritime Museum, à Madisonville, en Louisiane.